# Peder Nyblom
Peder Mario Antonius Nyblom, född 15 augusti 1902 i Hemsjö församling, dåvarande Älvsborgs län, död 23 augusti 1981 i Nynäshamns församling, Stockholms län, var en svensk inredningsarkitekt och formgivare.
Peder Nyblom kom som barn med föräldrarna, konstnärerna Lennart Nyblom och Olga Nyblom, ogift Lundberg, från Alingsås till Stockholm 1904 och till Nacka 1906. Efter studier i Klostret Kremsmünster i Österrike gick han på Högre konstindustriella skolan (HKS) på Tekniska skolan, gjorde praktik på Orrefors glasbruk 1923–1924 och var anställd vid NK:s inredningsavdelning 1935–1943. Från 1944 drev han sedan egen arkitektverksamhet. Bland hans arbeten märks inredning av Sjöhistoriska museet, industrilab hos Bofors, Alfa-Laval, Svenska Metallverken, Astra med flera samt laboratorier till universitet och högskolor. Han gjorde också formgivningar i glas och plast för PLM. Nyblom är begravd på Nynäshamns kyrkogård.
Han var gift första gången 1929 till 1937 med sjuksköterskan Alfhild Lager (1896–1971), dotter till ingenjören August Emanuel Lager och Hedvig Elisabet Rahmgren. De fick barnen Kåre Nyblom 1928 och Ragna Nyblom 1930.
Andra gången gifte han sig 1937 med Astrid Sohlman (1905–1990), dotter till kommerserådet Ragnar Sohlman och Ragnhild Ström. De fick barnen Staffan 1938, Christina 1939, Astrid 1941 och Carl-Rupert 1947.